# Thomisus kalaharinus
Thomisus kalaharinus là một loài nhện trong họ Thomisidae.
Loài này thuộc chi Thomisus. Thomisus kalaharinus được George Newbold Lawrence miêu tả năm 1936.